# Christopher Del Bosco
Christopher Del Bosco (Colorado Springs, 30 marzo 1982) è uno sciatore freestyle canadese, specializzato nella disciplina dello ski cross.

## Biografia
In Coppa del Mondo ha esordito il 12 gennaio 2008 a Les Contamines (17º), ha ottenuto il primo podio il 10 gennaio 2009 nella stessa località (2º) e la prima vittoria 6 febbraio successivo a Cypress Mountain.
In carriera ha partecipato a due edizioni dei Giochi olimpici invernali, Vancouver 2010 (4º nello ski cross) e Soči 2014 (17º nello ski cross), e a quattro dei Campionati mondiali, vincendo una medaglia d'oro a Deer Valley 2011.

## Palmarès

### Mondiali
- 1 medaglia:
  - 1 oro (ski cross a Deer Valley 2011)

### Coppa del Mondo
- Miglior piazzamento nella Coppa del Mondo di ski cross: 2º nel 2009, nel 2010, nel 2011 e nel 2016
- 26 podi:
  - 10 vittorie
  - 10 secondi posti
  - 6 terzi posti

#### Coppa del Mondo - vittorie
| Data             | Luogo            | Paese       | Disciplina |
| ---------------- | ---------------- | ----------- | ---------- |
| 6 febbraio 2009  | Cypress Mountain | Canada      | SX         |
| 13 gennaio 2010  | Alpe d'Huez      | Francia     | SX         |
| 24 gennaio 2010  | Lake Placid      | Stati Uniti | SX         |
| 16 febbraio 2011 | Les Contamines   | Francia     | SX         |
| 11 febbraio 2011 | Blue Mountain    | Canada      | SX         |
| 19 marzo 2011    | Myrkdalen-Voss   | Norvegia    | SX         |
| 16 gennaio 2014  | Val Thorens      | Francia     | SX         |
| 5 dicembre 2015  | Montafon         | Austria     | SX         |
| 11 dicembre 2015 | Val Thorens      | Francia     | SX         |
| 7 dicembre 2017  | Val Thorens      | Francia     | SX         |

Legenda:

SX = Ski cross